# Ilse Dröge-Modelmog
Ilse Dröge-Modelmog, geborene Modelmog (* 7. Januar 1941; † 15. November 2018) war eine deutsche Soziologin, Hochschullehrerin, Autorin und Pionierin der deutschen Frauen- und Geschlechterforschung (Gender Studies).

## Leben
Ilse Dröge-Modelmog wurde in ein preußisch-protestantisches Elternhaus geboren und verbrachte die ersten Jahre ihres Lebens auf dem Landsitz ihrer Eltern in Pommern. Der Vater war im Krieg und die Mutter daher einige Jahre alleinerziehend. Sie hatte Geschwister, es ist allerdings nicht bekannt wie viele. Als Dröge-Modelmog vier Jahre alt war, musste ihre Familie aus Kriegsgründen fliehen. Eine Zeit lang lebten sie bei St. Peter/Eiderstedt, an der Nordsee. Nach Kriegsende kehrte der Vater zurück, sie standen sich nicht nahe.
Um 1960 zog sie nach Münster, um ihr Studium in Soziologie, Kommunikationswissenschaft, Germanistik, Philosophie und Kunstgeschichte zu beginnen. Dort lernte sie Franz Dröge kennen, den sie 1968 heiratete.
Neben ihrer langjährigen Forschungs- und Lehrarbeit an der Carl von Ossietzky Universität Oldenburg schrieb sie Bücher und wissenschaftliche Texte u. a. zu Themen der Frauen- und Geschlechterforschung, Gewalt, Macht- und Geschlechterverhältnissen, sowie Sexualität; in Zusammenarbeit mit Franz Dröge auch eine Medienanalyse. 2006 wurde ihr autobiographischer Text „Wissenschaftliche Biografie“ veröffentlicht.
Sie erkrankte an Parkinson und verstarb, nach einem langen Leidensweg, im Alter von 77 Jahren.

## Wirken
Um 1960 begann Ilse Dröge-Modelmog in Münster Soziologie, Kommunikationswissenschaft, Germanistik, Philosophie und Kunstgeschichte zu studieren.
Zu dieser Zeit hatte Helmut Schelsky den Lehrstuhl für Soziologie inne. Von einer Vorlesung von Schelsky zum Thema „Sexualität“ berichtet Dröge-Modelmog, dass sie insofern enttäuscht gewesen sei, als dass er sich auf den „traditionellen Standpunkt der biologischen Grundannahme“ und das damit einhergehende, hierarchische Geschlechterverhältnis bezog. Nach Dröge-Modelmogs Empfinden reihte er sich damit in soziologische Klassiker ein, die ein Bild von Geschlecht mit hierarchischer Ordnung reproduzierten und gleichzeitig Anspruch auf Objektivität stellten, was sie stark kritisierte. Dennoch empfand sie es als wichtig, dass Schelsky den damals tabuisierten Diskurs über Sexualität aufgegriffen hatte.
Dröge-Modelmog finanzierte sich ihr Studium selbst, in dem sie, damals als einzige Frau in diesem Bereich, mitverantwortlich für die Nachrichten beim Westdeutschen Rundfunk war. Später, nach ihrer Promotion nahm sie eine Stelle als Assistenz der Programmdirektion beim WDR Köln an; auch hier, im Management, war sie die einzige Frau.
Für ihre Dissertation erhielt sie das VW-Stipendium.
1973 ging sie als Akademische Rätin an die Carl von Ossietzky Universität Oldenburg, wo sie sich 1979 habilitierte. Von 1974 bis zu ihrem Ruhestand 2005 lehrte und forschte sie an der Carl von Ossietzky Universität Oldenburg. Die Schwerpunkte ihrer Lehr- und Forschungsarbeit waren Soziologische Theorien, Erkenntnis- und Wissenschaftstheorie, Kultursoziologie, neue Technologien und insbesondere Biotechnologien, immer unter einer genderkritischen Perspektive. Außerdem war sie eine Pionierin der deutschen Frauen- und Geschlechterforschung (Gender Studies).
Sie war in den 1970er Jahren am Prozess der Ausgestaltung der Universität Oldenburg zu einer Reformuniversität beteiligt, einer Ausgestaltung, die für sie zugleich bedeutete, geschlechtergerechte Strukturen und frauenpolitisch relevante Inhalte zu verankern.
Von 1986 bis 1988 war Dröge-Modelmog als erste Frau Vizepräsidentin der Universität und setzte den ersten Frauenförderplan an einer niedersächsischen Universität durch. Darüber hinaus war sie Mitinitiatorin einer Professur für Frauenforschung. Maßgeblich beteiligt war sie auch am Aufbau und der Einrichtung des damaligen Magisternebenfachstudiengangs Frauen- und Geschlechterstudien (heutige als Studiengang Gender Studies geführt), am Aufbau und der Gründung des Zentrums für interdisziplinäre Frauen- und Geschlechterforschung (ZFG) an der Universität Oldenburg, sowie an der Einrichtung der von 2003 bis 2008 besetzten Juniorprofessur Gender, Biotechnologien und Gesellschaft. Der Studiengang Gender Studie und das ZFG sind auch gegenwärtig zentrale Elemente einer institutionellen Verankerung der Genderperspektive an der Universität Oldenburg.
Weiters war Dröge-Modelmog in der Sektion Frauen- und Geschlechterforschung der Deutschen Gesellschaft für Soziologie aktiv, von 1991 bis 1993 war sie deren 1. Sprecherin.

## Denken als Widerstand
Schon früh entwickelte Ilse Dröge-Modelmog einen Widerstandsgeist gegen Ungerechtigkeit und Gewalt. Sie nahm Anforderungen an Rollenbilder als irritierend wahr und wollte sich ihnen nicht unterwerfen. So stellten sich ihr bald Fragen zu sozialen Ungleichheiten und Ungerechtigkeiten.
Sie besuchte immer koedukativen Schulen, auf denen ein Drittel Mädchen, zwei Drittel Jungen unterrichtet wurden. Für ihren Freiheitsdrang schien Wissen und Bildung unabdingbar und so war am Ende ihrer Schulzeit für sie klar, dass sie einen Beruf ausüben wollte, in dem Schreiben, Denken und Phantasie gefordert waren und der noch dazu Erfolg versprach.
Nach eigener Aussage trieben sie vor allem drei Fragen um: Kann es Gewissheit geben? Wie kann Gesellschaft, wie das Geschlechterverhältnis verändert werden? Wie lässt sich Gewalt verhindern?
In ihrer Studienzeit prägten sie studentische Bewegungen wie z. B. die „Befreiung der Sexualität“. Sie war zu diesem Zeitpunkt bekennende Existentialistin und unter anderem von Beauvoir, Sartre und Camus inspiriert.
Sowohl ihre wissenschaftlichen Arbeiten als auch ihr praktisch-politisches Engagement waren getragen von dem Interesse, Macht- und Herrschaftsstrukturen kritisch zu analysieren und zu deren Abbau beizutragen – und das insbesondere im Bereich der Geschlechterverhältnisse.
Immer wieder befand sich Dröge-Modelmog in ihrer Arbeit in einem Spannungsfeld zwischen traditionellen Denkmustern in der Soziologie und ihrem widerständigen Denken. In ihrer selbstverfassten, wissenschaftlichen Biografie stellt sie folgende These für die Soziologie als Einzeldisziplin auf: „Nur wenn das Fach es schafft, sich in anderer Weise zu organisieren, sich zu öffnen, u. a. für Frauen- und Geschlechterforschung und andere Verwerfungen, könnte die Soziologie wieder an Bedeutung gewinnen und sich in die Diskurse kritisch und initiativ einmischen.“
Karin Flaake beschrieb Ilse Dröge-Modelmog im Nachruf folgendermaßen:

„Modelmog war eine leidenschaftliche Denkerin, die auf kreative Weise Perspektiven aus unterschiedlichen wissenschaftlichen Disziplinen - und auch über die Grenzen von Geistes- und Naturwissenschaften hinweg – miteinander verbunden hat und auf diese Weise immer wieder zu neuen Erkenntnissen und Fragestellungen kam. Damit hat sie Studierende und bei ihr Promovierende inspiriert und fasziniert. Für sie war wissenschaftliches Arbeiten immer auch lustvoll. 'Lust zu wissen' und 'Denken als Widerstand' – so beschreibt sie in einem autobiographischen Text die Leitlinien ihrer 'wissenschaftlichen Biographie'.“

## Werke (Auswahl)
- mit Franz Dröge: Wissen ohne Bewusstsein: Materialien z. Medienanalyse d. Bundesrepublik Deutschland, Athenäum-Verlag, Frankfurt am Main 1973, ISBN 9783761058039
- als Hrsg.: Weibliche Wissenschaft, männliche Wissenschaft: Symposion an der Universität Oldenburg vom 15.–16. Juni 1983. Tagungsbeiträge. , Oldenburg: Bibliotheks- u. Informationssystem d. Univ., 1983., ISBN 978-3-8142-0075-0
- mit Gottfried Mergner (Hrsg.), Orte der Gewalt: Herrschaft und Macht im Geschlechterverhältnis, VS Verlag für Sozialwissenschaften, Wiesbaden 1987, ISBN 978-3-322-84184-1
- Keusches Verlangen - Zur Veränderung des Sexualverhaltens - Oldenburger Universitätsreden: Ansprachen, Aufsätze, Vorträge, BIS Verlag, Oldenburg 1988, ISBN 978-3-8142-1018-6
- Die zwei Ordnungen: Industrielles Bewußtsein und Subjektanarchie, VS Verlag für Sozialwissenschaften, Wiesbaden 1989, ISBN 978-3-531-12042-3
- Versuchungen: Geschlechtszirkel und Gegenkultur, VS Verlag für Sozialwissenschaften, Wiesbaden 1994, ISBN 978-3-531-12637-1